# Cerkiew Zaśnięcia Matki Bożej w Petersburgu (Mała Ochta)
Cerkiew Zaśnięcia Matki Bożej – prawosławna parafialna cerkiew w Petersburgu, w historycznej dzielnicy Mała Ochta.
Z inicjatywą budowy cerkwi wystąpiła grupa wiernych świeckich oraz ks. W. Jeroszenko, który został następnie pierwszym proboszczem powstałej parafii. 28 sierpnia 1996 zamiar budowy nowej świątyni na Małej Ochcie pobłogosławił metropolita petersburski i ładoski Jan (Snyczow). Pomysłodawcy wzniesienia obiektu postanowili uczynić go cerkwią-pomnikiem upamiętniającym ofiary blokady Leningradu. Świątynia została zbudowana ze składek wiernych. Autorem projektu świątyni był J. Gruzdiew.
W czasie trwania budowy, od 1997, w sąsiedztwie miejsca przeznaczonego pod cerkiew znajdowała się drewniana tymczasowa kaplica, którą następnie przeniesiono w inny punkt Małej Ochty – na miejsce, gdzie do 1938 funkcjonowała cerkiew św. Marii Magdaleny (również niedaleko cerkwi Zaśnięcia Matki Bożej). W 1999 na budynku nieukończonej jeszcze nowej świątyni zamontowany został krzyż. Poświęcenie cerkwi miało miejsce 8 września 2001, w 60. rocznicę początku blokady Leningradu. Budynek konsekrował metropolita petersburski Włodzimierz (Kotlarow).
Cerkiew ma wysokość 47 metrów. Świątynia nawiązuje swoją architekturą do stylu staroruskiego. Ikonostas cerkwi powstał w Ławrze św. Aleksandra Newskiego. W świątyni przechowywane są również cząsteczki relikwii różnych świętych, w tym ikony z relikwiami św. Jana Chrzciciela, św. Marii Magdaleny, św. Jerzego Zwycięzcy, św. Pantelejmona, św. Sergiusza z Radoneża, św. Elżbiety Nowomęczennicy.
W sąsiedztwie cerkwi znajdują się pomniki: żołnierzy rosyjskich poległych na Kaukazie (odsłonięty w 2003), dzieci-ofiar zamachu na szkołę w Biesłanie (z 2007) oraz metropolity piotrogrodzkiego, nowomęczennika Beniamina (z 2009).